# الهيئة العليا المستقلة للاتصال السمعي البصري (تونس)
الهيئة العليا المستقلة للاتصال السمعي البصري (بالفرنسية: Haute Autorité Indépendante de la Communication Audiovisuelle) أو اختصارا هايكا (HAICA)، هي هيئة مستقلة دستورية تونسية، تأسست في 3 مايو 2013 من قبل المرسوم عدد 116 المؤرخ في 2 نوفمبر 2011.

## الهيئة
الهيئة العليا المستقلة للاتصال السمعي البصري هي هيئة دستورية تعنى بالمشهد الإعلامي السمعي والبصري التونسي وتنظمه وتسعى إلى إستقلاليته للوصول إلى طريقة جديدة في حوكمة الإعلام وتعزيز حرية التعبير في البلاد.

تم إنشاء الهيئة في 3 مايو 2013 وصادف ذلك اليوم العالمي لحرية الصحافة.

## المهام
تتكفل الهيئة بتعديل المشهد الإعلامي وتنظيمه خلال فترة الانتقال الديمقراطي في تونس والاستعداد للمواعيد الانتخابية المقبلة. كما تسعى إلى نشر ثقافة تعديلية لإرساء استقلالية وسائل الاعلام عن كل السلط السياسية والمالية. وكذلك من مهامها:
- إسناد الرخص المتعلقة ببعث منشئات الاتصال السمعية والبصرية.
- إنجاز كراسات الشروط التي تحدّد حقوق وواجبات مكونات القطاع الإعلامي.
- مراقبة مختلف مكونات القطاع في ممارسة هذه الشروط ووإتخاذ الإجراء ات اللازمة في حال عدم تطبيقها.
- إبداء الرأي في التعيينات الإعلامية على رأس المؤسسات العمومية.
- لها دور استشاري في القضايا الإعلامية.
- إصلاح الإعلام التونسي.
- تأريخ البرامج التلفزية والإذاعية وتسجيلها.
- ضمان العدالة في تغطية الحملات الانتخابية.
- ضمان حرية التعبير واستقلالية القطاع الإعلامي.

## الأعضاء
تتكون من 9 أشخاص مستقلين مشهود لهم بالخبرة والكفاءة والنزاهة في مجالات القانون والإعلام والاتصال تقع تسميتهم بأمر رئاسي بناء على اقتراح من هياكل مهنية وسلط عمومية مختلفة يباشرون مهامهم لفترة واحدة مدتها ست سنوات ويجدد ثلث أعضائها كل سنتين.
| - النوري اللجمي: الرئيس. - آسيا العبيدي: نائبة الرئيس. - عادل البصيلي: عضو. | - منى الغرياني: عضوة. - راضية السعيدي:عضوة. - هشام السنوسي: عضو - حبيب بلعيد: عضو |

## دستورية الهيئة
تعتبر الهيئة العليا المستقلة للاتصال السمعي البصري هيئة مدسترة في دستور تونس 2014 مع أربع هيئات أخرى. 

الفصل 127:
«تتولى هيئة الاتصال السمعي البصري تعديل قطاع الاتصال السمعي البصري وتطويره، وتسهر على ضمان حرية التعبير والإعلام، وعلى ضمان إعلام تعددي نزيه. تتمتع الهيئة بسلطة ترتيبية في مجال اختصاصها وتستشار وجوبا في مشاريع القوانين المتصلة بهذا المجال. تتكون الهيئة من تسعة أعضاء مستقلين محايدين من ذوي الكفاءة والنزاهة، يباشرون مهامهم لفترة واحدة، مدتها ست سنوات، ويجدد ثلث أعضائها كل سنتين.»

## التشريعات والقوانين
- الفصل 31 من الدستور: حرية الرأي والفكر والتعبير والإعلام والنشر مضمونة. لا يجوز ممارسة رقابة مسبقة على هذه الحريات.
- الفصل 32 من الدستور: تضمن الدولة الحق في الإعلام والحق في النفاذ إلى المعلومة. تسعى الدولة إلى ضمان الحق في النفاذ إلى شبكات الاتصال.
- الفصل 125 من الدستور: تعمل الهيئات الدستورية المستقلة على دعم الديمقراطية وعلى كافة مؤسسات الدولة تيسير عملها. تتمتع هذه الهيئات بالشخصية القانونية والاستقلالية الإدارية والمالية، وتنتخب من قبل مجلس نواب الشعب بأغلبية معززة، وترفع إليه تقريرا سنويا يناقش بالنسبة إلى كل هيئة في جلسة عامة مخصصة للغرض. يضبط القانون تركيبة هذه الهيئات والتمثيل فيها وطرق انتخابها وتنظيمها وسبل مساءلتها.
- مرسوم عدد 115 المؤرخ في 2 نوفمبر 2011 المتعلق بحرية الصحافة والطباعة والنشر.
- مرسوم عدد 116 المؤرخ في 2 نوفمبر 2011 يتعلق بحرية الاتصال السمعي والبصري وبإحداث هيئة عليا مستقلة للاتصال السمعي والبصري.

## مقالات ذات صلة
- الإعلام في تونس
- الانتقال الديمقراطي في تونس

## روابط خارجية
- الموقع الرسمي.